# C.L.E.A.N.
C.L.E.A.N. ist ein kroatischer Horror-Thriller aus dem Jahr 2020.

## Handlung
Alice, Clare, Noah und Joe werden zu einem im Wald gelegenen Sanatorium gebracht und dort von Franco und Ruru auf mysteriöse Weise begrüßt. Drinnen lernen sie die mechanisch sprechende Assistentin Emily sowie einen Butler kennen und sehen einen Patienten namens Zrinko. Dann werden sie in ihre Zimmer gebracht, wo sie sich jeweils mit einem Video-Tagebuch vorstellen. Alice nimmt Drogen, Clare ist sexsüchtig, der ehemalige Sänger Noah wurde zum Alkoholiker und Joe leidet als Frauenheld unter Spielsucht. Als die neuen Patienten wieder zusammensitzen, kommt Dr. Sutter zu ihnen und nervt sie einem unerträglich lauten Ton. Alice scheint Emily zu kennen und Joe war einer der Männer, mit der Clare Sex hatte.
Beim Essen stellt Sutter den vier neuen Patienten dann sein Programm zur Heilung von Suchterkrankungen vor, das er Cerebral Lateralization Enforcement and Neuroactivation, kurz C.L.E.A.N., nennt. Es basiert darauf, dass durch bestimmte Töne die schädlichen Teile des Hypothalamus zerstört werden. Damit will Sutter Suchtkranken helfen, nachdem seine eigene Tochter an Drogen gestorben ist. Alice hat anschließend eine von mehreren Visionen, weil sie als Kind den Mord an ihrer Mutter mitansehen musste. Dabei sieht sie ihn mit dem Mann, der die Patienten in die Klinik gefahren hat. Anschließend sagt Emily ihr, dass sie sie in die Klinik gebracht hat. Noah erhält einen Anruf von seinem Manager Wilkens.
Clare muss sich als erste der Therapie unterziehen, bei dem sie zusammen mit den anderen Patienten Töne über einen Kopfhörer eingespielt bekommen. Dadurch entsteht ein Flashback, in dem auch die anderen Personen aus der Klinik auftauchen. Clares Probleme scheinen auf eine Vergewaltigung zurückzugehen. Nach der Behandlung verhalten sich mehrere Beteiligte wie unter Hypnose. Sutter ist anschließend erstmals beim Schachspiel mit einem unsichtbaren Gegner zu sehen. Anschließend versucht Clare Alice sexuell zu verführen und erscheint dabei als Malena.
Alice geht später in den Keller des Gebäudes. Dort sieht sie einen wie ein Tier eingesperrten Mann und eine dämonische Gestalt. Sie flieht aus dem Keller und trifft auf Noah, der ihr zu ihrer Überraschung zeigt, dass der Keller leer ist. Emily sagt ihr anschließend, dass sie wertlos sei und die gemeinsame Mutter der beiden auf dem Gewissen habe. Noah würde gerne das Experiment abbrechen. Clare masturbiert zunächst und macht sich dann an Noah heran, bis Joe einschreitet. Joe wird als nächster der Therapie unterzogen. Er wurde von seinem Vater geschlagen. Nun verschwindet er spurlos.
Alice, Clare und Joe fordern nun Sutter auf, seine Therapie an sich selbst anzuwenden. Als auch Emily zustimmt, ist er bereit dazu. Dabei stellt sich heraus, dass jemand die Seele von Sutters verstorbener Tochter beansprucht hat und er um die Seele spielt. Dann ist Alice mit der Therapie dran und sieht, wie bereits zuvor angedeutet, dass der Busfahrer ihre Mutter erwürgt hat. Das Erwürgen überträgt sich auf Clare. Dann taucht Wilkens auf und verschafft sich Zugang zum Gebäude. Er ist wütend auf Noah, der einen Vertrag unterschreiben soll. Wilkens findet Noah beim Alkohol trinken in der Küche und greift ihn an. Der Streit endet damit, dass beide von einem Unbekannten in den Abgrund gezogen werden. Sutter stirbt beim Schachspiel.
Alice geht erneut in den Keller, wo sie ein Höllenloch sieht. Daraus kommt zunächst ein Monster heraus. Alice stoppt das Monster, indem sie das Zählgerät, mit dem die Patienten gezählt wurden, zerstört. Dann begegnet sie einem Mann, der sich als Lou Cefair, also Luzifer vorstellt. Er erklärt, dass durch die Zerstörung des Zählers, die von Sutter gesammelten Seelen befreit wurden. Deshalb bietet er Alice einen Deal an. Sie soll neue Seelen besorgen. Alice willigt ein und wird neue Leiterin des Sanatoriums.

## Produktion
Im Jahr 2016 sprach der für die Filmproduktionsfirma Dream Team Pictures tätige Drehbuchautor Axel Melzner für die Entwicklung des C.L.E.A.N.-Drehbuchs eine Empfehlung für den renommierten Autor Konstantin Georgiou aus, der an der New York Film Academy studierte. Als Inspiration dienten diesem Filme wie Guardians of the Galaxy und Avengers, bei denen im Abspann auf einen Antagonisten verwiesen wird, der in zukünftigen Filmproduktionen eine tragende Rolle besetzen soll. C.L.E.A.N. ist in ähnlicher Weise als Prequel für den bevorstehenden Film The Vultures Are Waiting gedacht, der ein moderner Western im Stil von Desperado werden soll.
Als Kulisse für C.L.E.A.N. wurde eine städtische Villa in der kroatischen Küstenstadt Pula auf der Halbinsel Istrien ausgewählt. Für die computergenerierten Effekte waren die Bunker Studios in Serbien mitverantwortlich.

## Rezeption
Veröffentlicht wurde der Film von Dream Team Pictures GbR unter dem Namen Čistilište zusammen mit der österreichischen Kinokette Cineplexx. Er wurde ab Oktober 2020 für mehrere Wochen in den Ländern Serbien, Montenegro & Bosnien aufgeführt.

## Auszeichnungen
Am 18. Oktober 2020 wurde C.L.E.A.N. im Rahmen des 14. Festival of Serbian Fantastic Film (FSFF) in Belgrad vorgestellt. Im Anschluss wurde der Film mit mehreren Awards diverser Filmfestivals ausgezeichnet.
| Jahr | Preis                                          | Kategorie                | Preisträger                        | Ergebnis  |
| ---- | ---------------------------------------------- | ------------------------ | ---------------------------------- | --------- |
| 2021 | Vegas Movie Awards                             | Best Horror              | Vjekoslav Katusin                  | Gewonnen  |
| 2020 | Dreamachine International Film Festival        | Best Supernatural Horror | Vjekoslav Katusin                  | Gewonnen  |
| 2020 | Dreamachine International Film Festival        | Best Supporting Actor    | Costas Mandylor                    | Gewonnen  |
| 2020 | Dreamachine International Film Festival        | Best Screenplay          | Konstantin Georgiou                | Gewonnen  |
| 2020 | Festival of Serbian Fantastic Film (FSFF)      | Best Horror Film         | Vjekoslav Katusin                  | Gewonnen  |
| 2020 | Festival of Serbian Fantastic Film (FSFF)      | Best Supporting Actor    | Costas Mandylor                    | Gewonnen  |
| 2020 | New York Movie Awards                          | Best Original Screenplay | Konstantin Georgiou                | Gewonnen  |
| 2020 | New York Movie Awards                          | Best Actress             | Jenny Paris                        | Gewonnen  |
| 2020 | New York Movie Awards                          | Best Original Score      | Sakis Petropoulos & Mirko Rizzello | Gewonnen  |
| 2020 | Athens International Monthly Art Film Festival | Best Cinematography      | Dragan Šiša                        | Gewonnen  |
| 2020 | Oniros Film Awards New York                    | Best Editing             | Ivica Peric                        | Gewonnen  |
| 2020 | Oniros Film Awards New York                    | Best Screenplay          | Konstantin Georgiou                | Gewonnen  |
| 2020 | Oniros Film Awards New York                    | Best Thriller            | Vjekoslav Katusin                  | Gewonnen  |
| 2020 | Paris Film Festival                            | Best Horror              | Vjekoslav Katusin                  | Nominiert |
| 2020 | Paris Film Festival                            | Best Editing             | Ivica Perić                        | Nominiert |